# Il Divo
Il Divo es un grupo musical comprendido por un cuarteto vocal de cantantes de ópera masculinos. 
Formado en Inglaterra en 2003, cuyos miembros originalmente fueron Carlos Marín, Urs Bühler, David Miller y Sébastien Izambard. En 2022 el barítono Steven LaBrie reconstruyó el cuarteto para realizar una gira tributo de Grandes Éxitos.
En su trayectoria discográfica, se han publicado nueve álbumes de estudio; Il Divo (2004), Ancora (2005), Siempre (2006), The promise (2008), Wicked game (2011), A musical affair (2013), Amor & pasión (2015), Timeless (2018) 
y For once in my life: A celebration of Motown (2021); un álbum recopilatorio The greatest hits (2012); un álbum especial de canciones de Navidad The classic Christmas album (2005); y dos álbumes en directo, An Evening with Il Divo: Live in Barcelona (2009), Live in Japan (2014); múltiples ediciones especiales y duetos y colaboraciones. Asimismo, también se ha publicado la videografía Live At Gotham Hall (2004), Encore (2004), Mama (2005), The Yule Log: The Christmas collection (2005), Live At the Greek Theater (2006), At the Coliseum (2008), Live in Barcelona: An evening with Il Divo (2009), Live in London (2011) y Live in Japan (2014).
El grupo proyectado y asociado por el productor musical Simon Cowell para la discográfica inglesa Syco Music, perteneciente a la cadena internacional Sony Music, bautizo el grupo como Il Divo, palabra italiana que significa artista divino, que traducido al español se aclararía como El Divo, que se detalla en género masculino y en número singular, a pesar de ser cuatro cantantes, ya que el nombre se refiere al encajado de las voces entre sí. Según Jo Kerrigan, del periódico Irish Examiner se refiere a ellos como que «convierten la música en algo mágico», cuando los «cuatro se convierten en uno», en una misma voz.
Desde su origen Il Divo ha gozado de mucha popularidad, alcanzado proyección mundial, y ha vendido hasta mediados de 2015, más de 35 millones de copias en discos en todo el mundo y más de 160 Discos de Oro y discos de Platino en 35 países instaurando una revolución en la música clásica y en todo el panorama musical, logrando un nuevo estilo musical, denominado pop operístico o pópera, dentro del género de crossover clásico.
Cuenta con el premio al Artist of the Decade (Artista de la década) en 2011 en los premios Classic Brit Awards y entre otros, el Silver Clef Award de la mano de Nordoff Robbins en 2015.
Il Divo, convertidos en un grupo internacional de referencia, tras alcanzar ser el primer grupo de crossover clásico de la historia en coronar la cima de la lista Billboard 200 estadounidense en el año 2005, además de posicionarse en el puesto más alto de la lista Adult Contemporary, con el álbum The Promise en 2008, batieron el récord de ventas americano en la primera semana de publicación. Con los cuatro primeros discos; Il Divo, Ancora, Siempre y The Promise, lograron 50 primeras posiciones en las listas de álbumes de América, Europa, Canadá y América. En España, Il Divo es uno de los artistas con mayores ventas que han cantado en español. En el año 2006 son registrados en el Libro Guinness de los Récords como el proyecto internacional de pop de mayor éxito comercial de la historia, y este mismo año entraron en la lista de los álbumes musicales más vendidos de todos los tiempos, con 5 millones de ejemplares en tan solo el 2006 con el álbum Siempre. En los escenarios de todo el mundo también recolectaron gran éxito al vender más de 2 millones de entradas de conciertos tan solo de sus cuatro primeros discos, en su primera gira mundial las entradas se agotaron en 69 ciudades de 18 países. En las giras musicales, han actuado en recintos de renombre mundial como en el antiguo estadio de Wembley, en Hyde Park, en el London Coliseum, en Madison Square Garden, en el Nippon Budokan, en el Castillo de Edimburgo, en el anfiteatro romano de Mérida o en el coliseo romano de Pula.
El cuarteto es destacable por su mezcla y/o fusión musical de ópera (canto lírico y música culta) con temas de distintos géneros como la música latina, el pop, boleros, temáticas, folclore, tangos, música sacra, y por la interpretación de versiones de canciones legendarias y emblemáticas, reescritas para Il Divo como Regresa a mí primer sencillo del grupo, Senza Catene reescrita y versionada para Il Divo en italiano de la original Unchained Melody, el Solo otra vez (All by myself), La fuerza mayor (The power of love), el Adagio de Albinoni, Wicked game (Melanconia), Desde el día que te fuiste (Without you), Con te partirò (Time to say goodbye), My way (A mi manera), Notte di luce (Nights in white satin), I will always love you (Siempre te amaré), o las oscarizadas bandas sonoras Over the rainbow, Falling slowly (Te prometo), Can you feel the love tonight o Il mio cuore va reescrita en italiano para el grupo de la original My heart will go on, o los temas originales de Il Divo como Come primavera, Ti amerò, Isabel, Everytime I look at you, La vida sin amor, Hasta mi final, Senza Parole, La promessa o Mama.

## Trayectoria musical

### Génesis
El designio detrás de la creación de Il Divo le abarcó a Simon Cowell tras ver una actuación en diferido del espectáculo de Los Tres Tenores. Así fue como en 2001 decidió conformar un cuarteto multinacional de jóvenes talentos que conjugasen la voz y el aspecto físico, y que intentaran sonar como Luciano Pavarotti, José Carreras y Plácido Domingo juntos. Para ello, Cowell y su ayudante Sonny Takhar, realizaron una búsqueda mundial de hombres con portentosas voces para encontrar las solicitadas voces prodigiosas que codiciaba. Cuatro varones que tras superar el casting, estuvieran dispuestos a embarcarse en el proyecto de Il Divo.
La búsqueda, mediante casting en 21 países, duró dos años, desde 2001 hasta diciembre de 2003, cuando David Miller se convirtió en el cuarto y último miembro en firmar el contrato.
Así se creó Il Divo, partiendo con tres miembros de formación clásica y un cantante de pop.
Previamente a unirse a Il Divo, cada miembro se cultivaba su carrera musical en paralelo y de forma desigual. Carlos actuaba en óperas, musicales y zarzuelas en Madrid; Urs se ganaba la vida como cantante independiente entre Holanda, Bélgica, Alemania y Francia, haciendo oratorio y ópera, y con actuaciones en el coro de la ópera de Ámsterdam; David, con una carrera ascendente en el mundo de la ópera, quedó a las puertas de debutar en la Metropolitan Opera House; y Sébastien tuvo que abandonar la grabación de su segundo disco en solitario que fraguaba en Francia, así como la fama como estrella del pop de su primer disco –y único- titulado Libre (2000).
Adoptado por Inglaterra, se dice que es un grupo británico, ya que reside su estudio de grabación en Londres, pero en realidad es apátrida. El cuarteto es bautizado con el nombre de Il Divo, que en idioma italiano se sobrentiende como intérpretes divinos. y se define en idioma español como El Divo, «artista, en especial cantante de ópera, de gran mérito y fama, que sobresale o destaca entre otros».

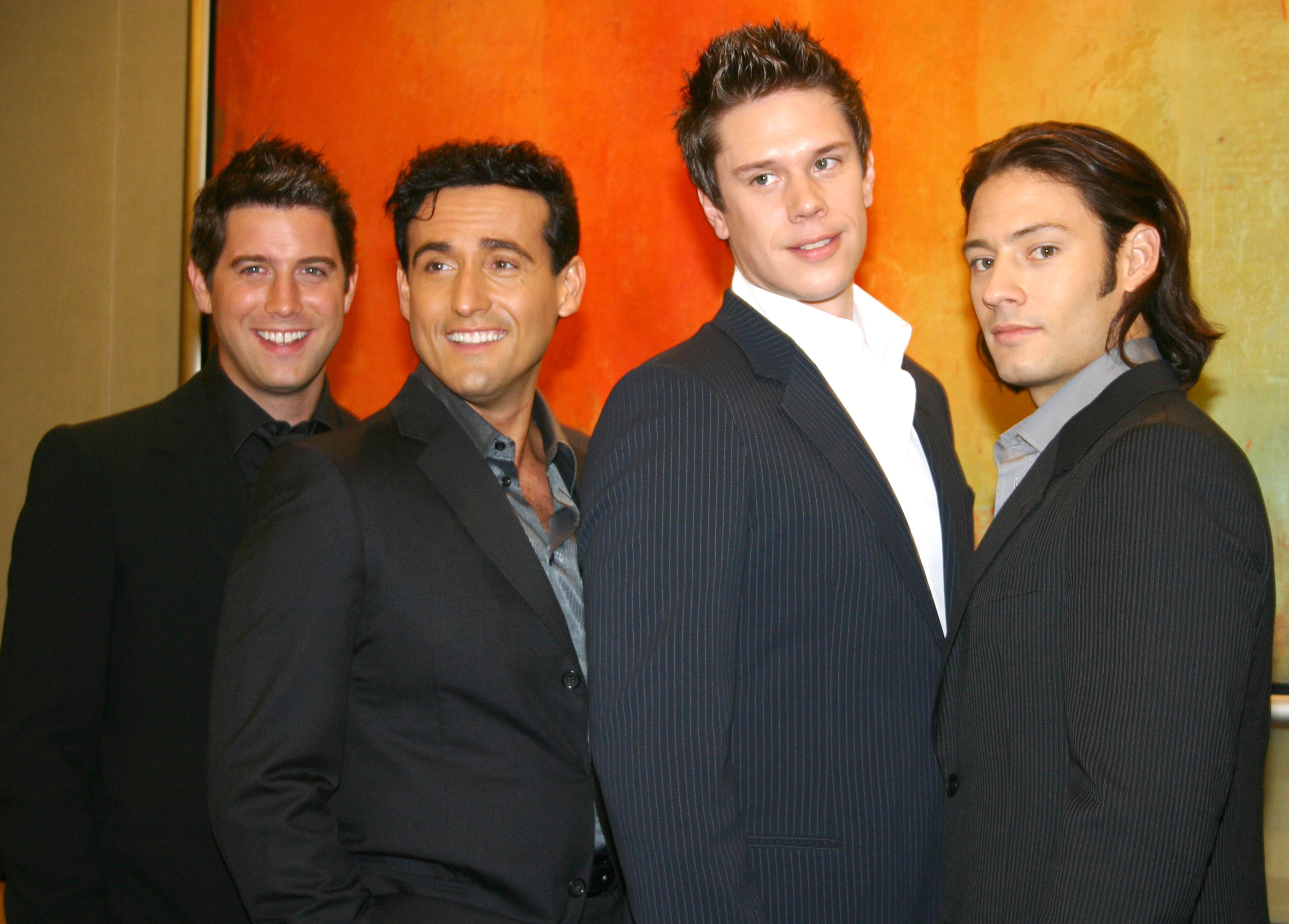
Sébastien, Carlos, David y Urs Il Divo en Hong Kong en 2005.

### Álbumes

#### Il Divo
El primer álbum Il Divo es grabado en los inicios del año 2004 en Suecia, con los productores Quiz & Larossi, Per Magnusson y David Kreuger, y en los Rockstone Studios de Reino Unido con el productor Steve Mac, con la discográfica Syco y Sony Music.
El álbum Il Divo es lanzado al mercado el 1 de noviembre de 2004 en tan solo tres países; Reino Unido, Noruega e Irlanda. En las primeras semanas ya había conseguido dos Discos de platino en Noruega e Irlanda, y en Reino Unido alcanzaron un hecho histórico, al posicionarse en primer lugar la canción Regresa a mí, pasando a ser la primera canción cantada en idioma español que alcanza esta posición en las listas británicas. El 19 de abril de 2005 fue lanzado en Estados Unidos y España.
Contiene cuatro canciones en inglés; Feelings, The man you love, Mama, Everytime i look at you, cinco canciones en italiano; Dentro un altro si, Ti Amerò, Passerà, Nella Fantasia, Sei parte ormai di me y tres canciones en español; A mi manera (My Way), Hoy que ya no estás aquí y Regresa a mí.
En el mes de diciembre de 2004, para presentarse ante la sociedad y promocionar su primer material de estudio, ofrecieron su primer concierto en el Gotham Hall de la ciudad de Nueva York, representando cinco canciones del disco en directo. Citado concierto, se editó como el primer concierto documental del grupo, titulado Live At Gotham Hall.
.
Il Divo es lanzado al mercado en el otoño del 2004 con el sencillo Regresa a mí, debutando con el primer álbum homónimo y haciendo de la canción el tema emblema del cuarteto. Filmaron el videoclip musical del tema en Eslovenia, dirigido por Sharon Maguire, en el que se escenifica la vida de los cuatro cantantes, que abandonan sus orígenes para triunfar en el mundo de la música, haciendo un paralelismo a la propia vida real.
Con el sencillo, destronaron al cantante Robbie Williams de la primera posición de las listas de éxito británicas, a lo que el propio Robbie durante un encuentro casual en un aeropuerto con Il Divo, les dijo «¡Cabrones, que me habéis quitado el número uno! Sois muy buenos», así como halagos y excelentes críticas. El 5 de abril de 2005, actuaron en el programa estadounidense de televisión The Oprah Winfrey Show, recibiendo la aprobación de mano de la propia Oprah Winfrey.
El 23 de mayo de 2005, es editado de la mano de Sony Music, el documental Mama, que contiene su segundo videoclip oficial, de la canción Mama grabado en la ciudad de Tropea, Italia, con imágenes exclusivas de la grabación del vídeo, una escenificación en vivo titulado Mamá, Live in New York, y además una galería de fotos exclusiva.
El 24 de enero de 2006, Sony es publicado el concierto documental Encore, una actuación en el Teatro romano de Mérida, España, grabado el 7 de octubre de 2005, que contiene un documental con entrevistas a los artistas e imágenes del casting realizado para formar el grupo.;
El 25 de octubre de 2005 sale a la venta en solo siete países; Estados Unidos, Canadá, Austria, Eslovenia, Países Bajos, Suecia y Finlandia, el álbum especial para la temporada navideña The classic Christmas album, también conocido como The Christmas Collection. El álbum consta de una colección de diez canciones de Navidad o inspiradas en ella con los temas O Holy Night, White Christmas, Ave María, When a child is born, Adeste fideles (O come all ye faithful), Somewhere over the rainbow, Panis Angelicus, Rejoice, Silent Night y The Lord's Prayer.

#### Ancora
El 7 de noviembre de 2005 es publicado por Il Divo en Europa, su segundo álbum de estudio titulado Ancora. En Estados Unidos y América Latina fue lanzado el 24 de enero de 2006. Debutó en el número uno de la Billboard Top 200 en la primera semana de su lanzamiento en los Estados Unidos. El álbum contiene seis canciones en español Héroe, Isabel, Si tú me amas (If you love me), Hasta mi final, Solo otra vez (All by myself) y En Aranjuez con tu amor; dos canciones en italiano Senza Catene y Esisti dentro me; una versión del tema en idioma francés Pour que tu m'aimes encore; y un dueto en inglés-francés con la canadiense Céline Dion I Believe in You (Je crois en toi).
Existen tres versiones diferentes registradas de I Believe in You (Je crois en toi) de Il Divo con Céline. Dos versiones de ellas publicadas en los álbumes Ancora y On Ne Change Pas de 2005 de Céline. La diferencia se halla en que la estrofa „algún día te encontraré“ que es cantada por un miembro diferente de Il Divo en cada álbum: en el de Dión, la estrofa es cantada por Urs y en Il Divo es cantada por Carlos. La tercera versión oficial no publicada en ningún álbum es íntegramente en inglés.
El dueto también se publicó en el disco Voices from the FIFA World Cup de 2006. 
Durante los conciertos, David Miller interpretó las partes de la canción de Dion. Casi tres años después del lanzamiento del sencillo, alcanzó el octavo puesto en la lista de sencillos portuguesa según la revista Billboard. El hecho que Il Divo intérprete una canción con Celine, fue fuertemente criticado, ya que James Christopher Mónger, máganer de All Music, escribió «Ellos adulan a Celine Dion, ella que apenas puede contener su propia voz».
Con el lanzamiento de su tercer álbum en 2005, Il Divo se convirtió en el primer grupo de crossover clásico en la historia en conseguir el primer lugar en la lista de Billboard 200 estadounidense.
Il Divo es el seleccionado vencedor por la FIFA para interpretar la canción del Mundial de Fútbol de Alemania 2006 titulada The time of our lives (El Tiempo de nuestras Vidas). Para interpretarla oficialmente durante el Mundial, el grupo invitó a la cantante Toni Braxton para que cantarla a dúo.
El 9 de junio de 2006, recitaron la canción durante el descanso del partido inaugural entre la selección de fútbol de Alemania y la selección de fútbol de Costa Rica, y de nuevo, un mes más tarde, en la ceremonia de clausura del 9 de julio de la Final de la Copa Mundial de Fútbol de 2006 entre la selección de fútbol de Italia y la selección de fútbol de Francia. El videoclip oficial de The time of our lives fue grabado en Alemania bajo las órdenes del director Nigel Dick. El sencillo se publicó en el disco Voices from the FIFA World Cup de la Copa Mundial de Fútbol de 2006 de Alemania, en la reedición europea de Braxton en su álbum Libra y en una versión abreviada de la canción, en el segundo disco del álbum de Greatest Hits de Braxton.
Luego de haber finalizado una gira de seis meses por América, Australia y Europa con su primer álbum. Il Divo participó como invitados especiales en los 20 conciertos de Barbra Streisand, del 4 de octubre al 20 de noviembre de 2006, en su gira por América del Norte. Streisand: The tour whit Il Divo generando 92.5 millones en ventas brutas. También la acompañaron en los conciertos por Europa.

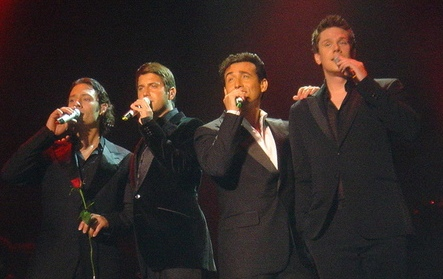
Il Divo en Kallang, ofreciendo un concierto en el Singapore Indoor Stadium el 18 de enero de 2007.

El álbum Ancora, es uno más vendidos dentro de las fronteras europeas entre 2005 y 2006, consiguiendo ratificar el éxito que ya alcanzaron con su primer disco homónimo. Nadie puedo alcanzar al cuarteto en el primer lugar de la lista. El álbum ostentó el primer puesto de los álbumes más vendidos durante todo el periodo navideño de 2006 europeo. Por ello, fueron nombrados «el grupo comercialmente más exitoso a nivel internacional de la música» de ese año, y registrados en el Libro Guinness de los récords «como el proyecto internacional de pop de mayor éxito comercial de la historia» y entraron en la lista de los álbumes musicales más vendidos de todos los tiempos, con 5 millones de ejemplares en tan solo el 2006 con el álbum Siempre. Además de ostentar las posiciones más altas de la lista Adult Contemporary estadounidense.

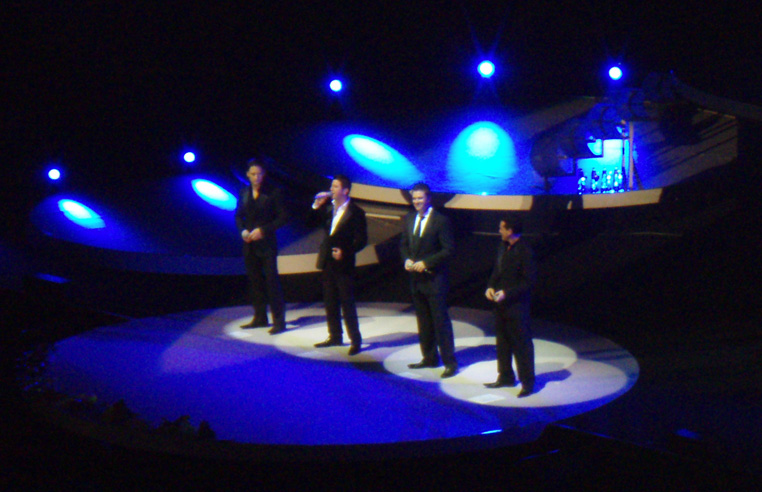
Il Divo en el Ahoy Rotterdam, de Róterdam, Países Bajos, el 2 de julio de 2007

#### Siempre
El 27 de noviembre de 2006 es publicado en España su tercer trabajo de estudio, grabado durante la anterior gira mundial, al cual titulan Siempre, con Steve Mac, Per Magnusson y David Kreuger en la producción. Las canciones del álbum son los temas versionados de Notte di luce (Nights in white satin), Caruso, Desde el día en que te fuiste (Without You), Somewhere, Por ti seré (You raise me up), Música, Una Noche, Un regalo que te dio la vida y las canciones inéditas originales del grupo La vida sin amor y Come primavera.
El 16 de enero de 2007 Il Divo se inicia la gira de presentación de su cuarto disco Siempre en Asia, pasando luego por Australia y por primera vez por Latinoamérica recorriendo México, Colombia, Chile, Argentina y Venezuela en siete conciertos que fueron un rotundo éxito.
Continuaron su gira por Norteamérica para llegar a Europa en primavera de ese año, iniciando la gira el 28 de abril de 2007, con un concierto especial con motivo de la inauguración de la 32.ª Copa América de Valencia, España.
El 7 de noviembre de 2006 se publica el primer recopilatorio Il Divo collezione. Una caja con tres discos de música y un disco visual, que recoge tres álbumes de estudio Divo, Ancora» al que se ha añadido la canción The time of our lives y The Christmas collection» y el concierto documental Encore, junto con un libreto de 20 páginas con fotos inéditas y un póster de cada miembro del cuarteto firmado y dedicado a sus fanes.
El 21 de noviembre de 2006 se lanza Live At the Greek Theater, un concierto que contiene el directo realizado el 27 de junio de 2006 en el Greek Theatre de Los Ángeles, California, como parte de su gira mundial de 2006. Esta grabación captura todas las canciones que han establecido la popularidad del grupo y una versión inédita de la canción icónica Somewhere.
Il Divo, se ha convertido en un grupo internacional de referencia, tras alcanzar ser el primer grupo de crossover clásico de la historia en coronar la cima de la lista Billboard 200 estadounidense, en el año 2005, además de posicionarse en el puesto más alto de la lista Adult contemporary instaurando una revolución en la música clásica y en todo el panorama musical, legitimando un nuevo estilo musical, denominado pop operístico o pópera, dentro del género de crossover clásico.
En su primer álbum, el álbum debut de un grupo británico, entraron en lo más alto en las listas de los Estados Unidos y en España, Il Divo es uno de los artistas con mayores ventas que han cantado en español.
En los escenarios de todo el mundo también recolectaron gran éxito al vender más de 2 millones de entradas de conciertos tan solo de sus cuatro primeros discos, en su primera gira mundial las entradas se agotaron en 69 ciudades de 18 países.

#### The Promise
En 11 de noviembre de 2008, es puesto a la venta el cuarto álbum de estudio del grupo, bajo el calificativo de The promise, La promesa en español, álbum producido por Steve Mac con las canciones La fuerza mayor (The power of love) de Frankie Goes To Hollywood, La Promessa, Adagio de Albinoni, Hallelujah de Leonard Cohen, Enamorado, Angelina, Va todo al ganador (The winner takes it all) de Abba, La Luna, She de Charles Aznavour, Amazing grace y L'Alba Del Mondo, adaptación italiana de la canción I Knew I Loved You, la famosa canción basada en la original Deborah's Theme de Ennio Morricone, de la banda sonora de la película Once Upon A Time In America (Érase una vez en América).
Para Estados Unidos y Japón se publicó el bonus track de Por ti vuelvo a nacer (With you i'm born again) y de Se que puedo volar (I believe I can fly)
El acto de presentación del álbum es celebrado en el Museo Nacional de Arte de Cataluña el 30 de octubre en la Sala Oval del 'MNAC', dónde Il Divo interpretó al final de la cena cinco canciones del nuevo álbum (La fuerza mayor, Va todo al ganador, Hallelujah, Amazing grace y Adagio), acompañados por una orquesta de media centena de músicos.
El 8 de noviembre de 2008 es publicado el vídeo del concierto At the Coliseum. Concierto de Il Divo en el Coliseo romano de Pula, en Croacia, que incluye una entrevista de 30 minutos en profundidad titulada La Promesa, Il Divo en Conversación.
A destacar, dos actuaciones; la primera de 12 de diciembre de 2008, dónde Il Divo actuó en la final de Idol 2008 en el Globen Arena de Estocolmo., y la segunda, el 20 de enero de 2009, que actuaron en La Purple Inauguration Ball en Washington D. C. para el presidente de los Estados Unidos Barack Obama.
Su gira An Evening with Il Divo abarca la mayor gira mundial del 2009, recorriendo los seis continentes, con más de 130 fechas, recorriendo 81 ciudades y 31 países. Ello les valió el premio Billboard Breakthrough por ser la gira más taquillera del año.
El 1 de diciembre de 2009 es publicado el primer álbum en directo de Il Divo, un conjunto de CD+DVD del concierto grabado en el Palau Sant Jordi de Barcelona: An evening with Il Divo: live in Barcelona La edición incluye dos canciones nuevas en el repertorio de Bridge over trouble water, el clásico de Simon and Garfunkel, y The impossible dream del musical de Broadway El hombre de La Mancha. El álbum en directo es un recorrido por las canciones de sus primeros cinco álbumes de estudio, que debutó en la cabeza de lista en nueve países, de entre ellos España, y vendió más de tres millones de ejemplares en solo dos meses, 500.000 de ellos en Reino Unido, estableciendo ser un concierto y gira referencia para el grupo.
El 19 de octubre de 2010, es publicado por Sony Music el documental musical The yule log: The christmas collection que contiene una elección de tres escenas navideñas junto a Il Divo, tras la gira Celebrate Christmas with Il Divo
Cerraron el 2009 con su primer espectáculo especial íntimo de Navidad titulado Celebrate Christmas with Il Divo, que incluye un repertorio tradicional de las canciones favoritas de la temporada navideña con una orquesta e invitados especiales en el Reino Unido, EE. UU. y Canadá. El espectáculo se inicia con dos recitales en el Hammersmith Apollo de Londres los días 7 y 8 de diciembre con las artistas invitadas; la violinista Vanessa-Mae y Camilla Kerslake, para terminar en Estados Unidos ofreciendo seis conciertos más.
El 11 de mayo de 2011, son invitados a los Premios de la Música Clásica Classic Brit Awards en el Royal Albert Hall de Londres para recibir el premio al Artist of the Decade, Artista de la Década. El premio reconoce el impacto masivo del grupo operístico que ha tenido en el género clásico, vendiendo más de 25 millones de álbumes, de 2004 a 2011, en todo el mundo.

#### Wicked Game
El 8 de noviembre de 2011, es publicado el quinto álbum de estudio titulado Wicked game, tres años después de la edición de su anterior disco. El álbum fue producido por Per Magnusson y David Kreuger con la colaboración adicional de Richard “Biff” Stannard con los temas: Wicked game (Melanconia), Crying (Llorando) canción de Roy Orbison, Don't Cry for Me Argentina, Dov'è l'amore, basada en el tema de música de cámara Adagio for Strings de 1937 de Samuel Barber, Falling slowly (Te prometo), Te amaré (Come What May), Senza Parole, Ven a mi (Stay), Sempre Sempre y Time to say goodbye (Con te partirò).
La gira de presentación del álbum se desarrolla a lo largo de todo el 2012, y les lleva a visitar más de 130 ciudades de países como Reino Unido, España, Sudáfrica, Australia, Estados Unidos, Japón, México o Londres. El director creativo de los conciertos la gira fue Biran Burke, responsable de los espectáculos más importantes de la ciudad de Las vegas.
Durante los conciertos, Il Divo es acompañado por la orquesta de cada ciudad en la que actuaba. y en cada directo de la gira, la canción Senza Parole es interpretada con una nueva versión diferente a la publicada en el álbum de estudio, ya que Sébastien entonaba los coros, añadiéndole letra extra a la canción original: «(..) senza una lacrima, vedrai vedrai (fa male ma vedrai che passerà), capirai (un giorno che anche tu t'innamorerai) (..)»
El 20 de diciembre de 2011, en Paraguay, el cuarteto efectúa el concierto con más capacidad de personas que jamás habían dado, en el Estadio Defensores del Chaco para 33.900 personas, cerrando los festejos del Bicentenario de la Independencia de ParaguayEl 13 de mayo de 2012 Il Divo interpreta la canción Caruso con una puesta en escena de equitación al ritmo de la canción, durante el Jubileo de Diamante de Isabel II en Windsor para toda la Familia Real y la reina Isabel II del Reino Unido. El 27 de julio de 2012, Il Divo actúa en el acto oficial de clausura del recorrido de la antorcha olímpica de 2012 en su llegada al Estadio Olímpico de Londres de los Juegos Olímpicos de Londres 2012.
El concierto documental Live in London es publicado a mitad de 2011. Es un vídeo de 90 minutos del concierto de Il Divo en el London Coliseum con extras de un documental de la grabación para Wicked Game, en sus viajes de promoción, en los ensayos para el concierto y en la noche de la espectáculo, grabado en el London Coliseum en Londres el 2 de agosto de 2011.
Il Divo & orchestra in concert tour mundial es una gira mundial por los seis continentes entre los meses de mayo y septiembre del año 2012, en la que en cada directo en la gira se cuenta con selecciones de canciones del disco Wicked Game, así como otros temas de sus discos anteriores escogidos por sus seguidores/as. El espectáculo es diseñado por el director creativo Brian Burke, quien afirma que «Il Divo es la moderna fusión perfecta de ópera, teatro y concierto. Es un privilegio como director crear un paisaje visual invitando a la audiencia en un viaje teatral de su música», junto con la productora AEG Live.
El 26 de noviembre de 2012, para celebrar los 8 años de éxitos, es lanzado a la venta a nivel mundial el recopilatorio The greatest hits producido por Alberto Quintero. Un álbum de 'Greatest Hits', Grandes éxitos, en el que Il Divo añade cuatro nuevas canciones a su repertorio; los clásicos Il mio cuore va (My heart will go on), Alone, I will always love you (Siempre te amaré) o Can't hep falling in love junto con algunos de sus temas más destacados. Previamente, el 18 de noviembre, es presentado el álbum en España, interpretando en ¡Qué tiempo tan feliz! de Telecinco el tema I will always love you, En la gira del álbum, Il Divo realizó conciertos con la cantante invitada Katherine Jenkins por Europa y América del Norte.
En Nochebuena de 2012, en España, interpretan en el programa de televisión La noche en Paz el tema Il mio cuore va.
Si se habla de cifras, tan solo durante los primeros seis meses del 2012, ganaron solo en taquilla 21,4 millones de dólares.
El 25 de julio de 2013, Il Divo actúan en el Festival New Wave Song de Jūrmala, Letonia, en el cual también participaron Lara Fabian y Julio Iglesias, con quién se reunieron en el backstage tras la actuación.

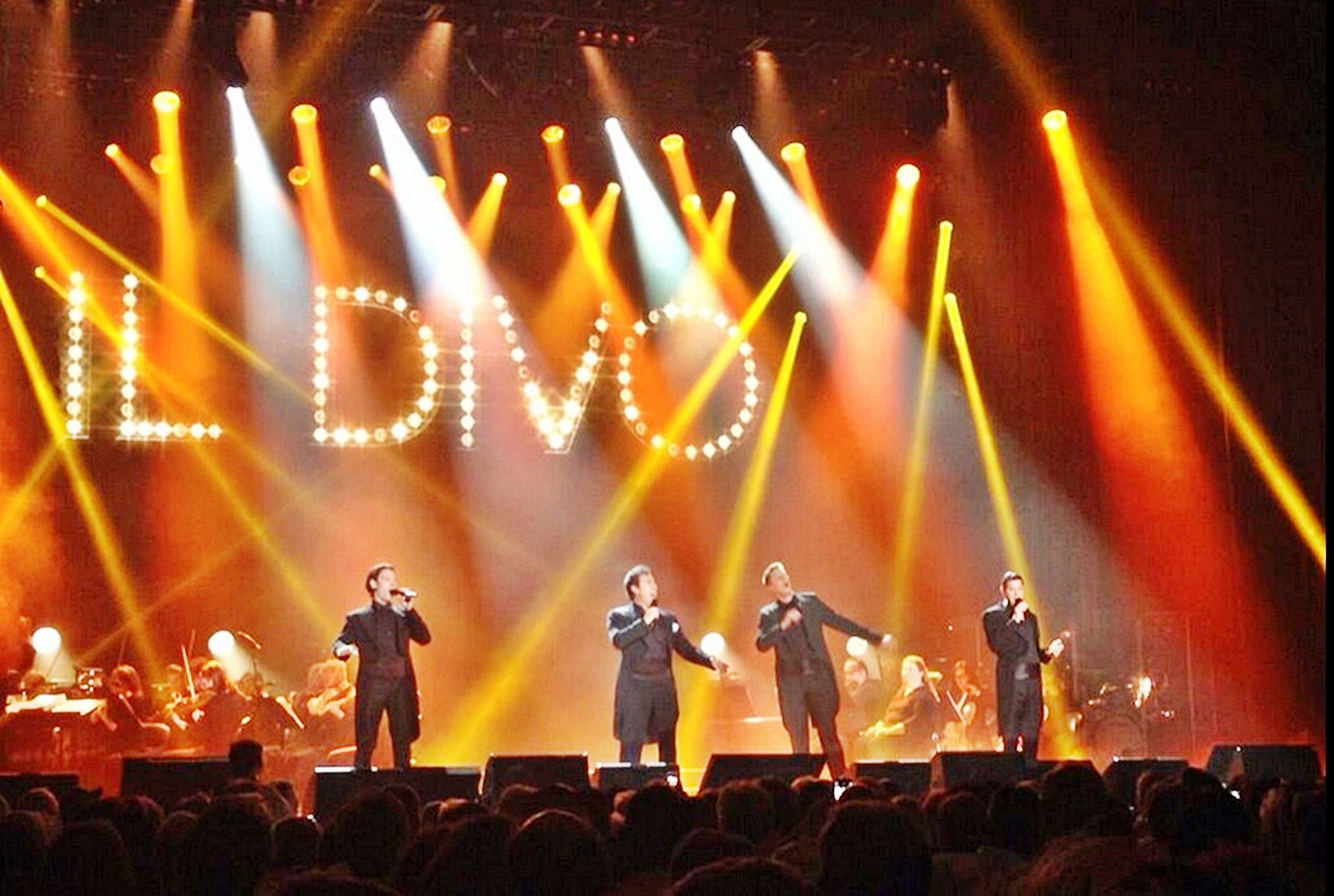
Il Divo durante un concierto de la gira Il Divo - A Musical Affair: The Greatest Songs of Broadway.

#### A Musical Affair
El 5 de noviembre de 2013 es puesto a la venta el sexto álbum de estudio titulado A musical affair producido y arreglado en su totalidad por Alberto Quintero, que muestra la ya distintiva interpretación romántica y emotiva de Il Divo en clásicos musicales en los temas Memory del musical de Cats a dúo con Nicole Scherzinger; Can you feel the love tonight del musical de El Rey León a dúo con Heather Headley; Bring him Home del musical de Les Miserables; Tonight del musical de West side story; All I ask of you del musical de El Fantasma de la Ópera a dúo con Kristin Chenoweth; Some enchanted evening del musical South Pacific; Who can I turn to? del musical de 1965 The Roar of the Greasepaint – The Smell of the Crowd; Who whants to live forever? del musical de We will rock you; You'll never walk alone del musical de Carrusel; If ever I would leave you del musical de Camelot; Love changes everthing del musical de Aspects of love a dúo con Michael Ball y The music of the night del musical de El Fantasma de la ópera a dúo con Barbra Streisand. Canciones con nuevos arreglos por parte de Alberto Quintero adaptadas a sus distinguidas voces líricas. Los temas fueron grabados con la música de The Bratislava Symphony Orchestra. Para presentar el disco, realizaron una serie de seis únicos conciertos en el Marquis Theater de Broadway del 7 al 13 de noviembre de 2013, denominado A musical affair en el teatro Marquis de Broadway, conciertos en los que Il Divo interpretó los temas incluidos en su séptimo álbum, canciones conocidas, pero a la vez con un aporte de un sonido y un concepto nuevos y en Broadway; «algo nuevo y más teatral».
La cantante Heather Headley, que colabora en el álbum, también asiste de invitada especial durante las funciones en el Marquis Theater. David citó que «traer un espectáculo a un teatro de Broadway en Nueva York será una experiencia única. Estar en mitad de Times Square, la cuna de los musicales de Broadway nos ayudará a subir el listón. Y que nuestro nombre aparezca en el cartel iluminado del teatro Marriot Marquis será absolutamente maravilloso».

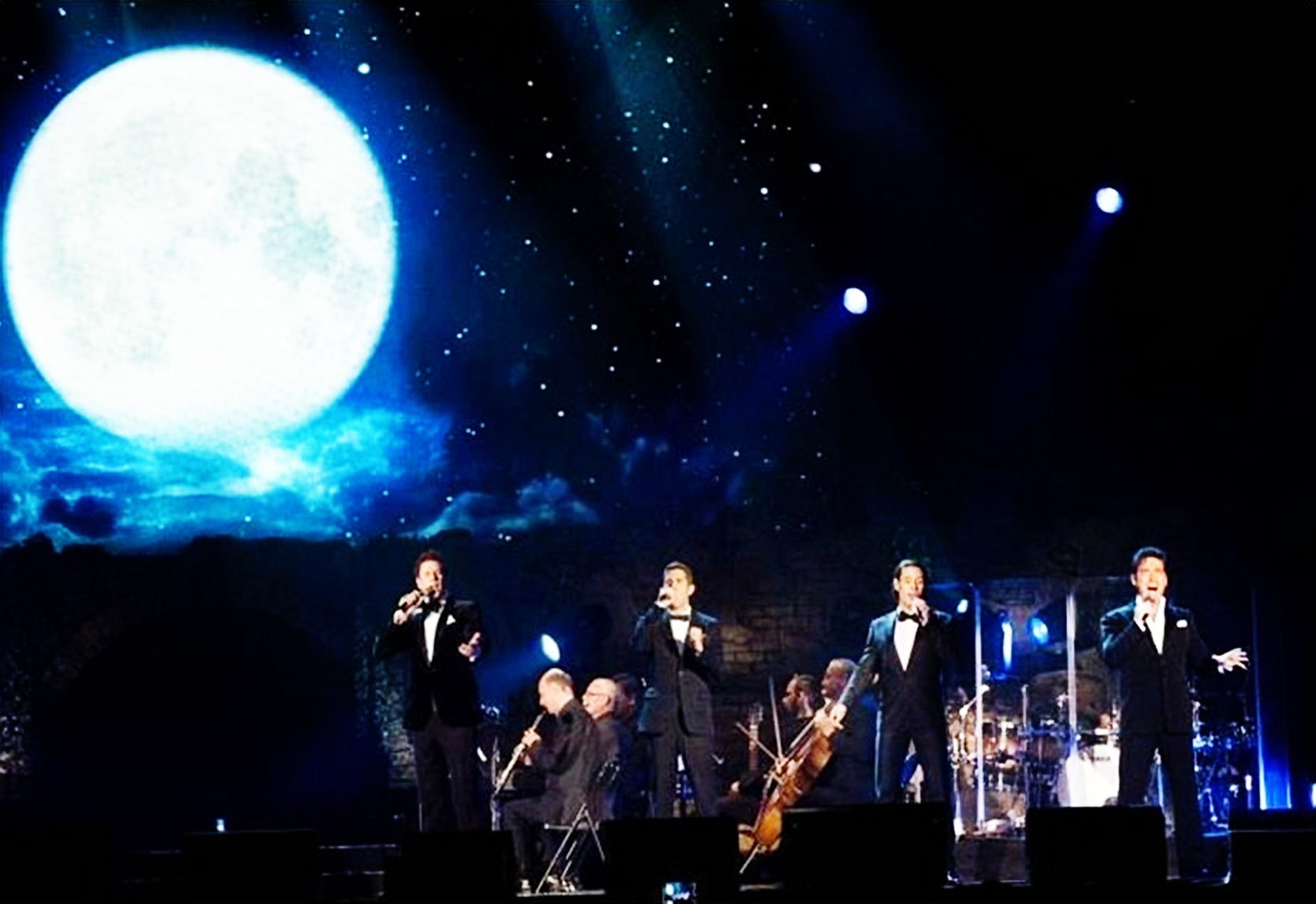
Il Divo en concierto en el Palacio de Deportes de la Comunidad de Madrid el 4 de noviembre de 2014.

El 6 de diciembre de 2013, Il Divo son invitados a la cadena de televisión española Telecinco, en el programa de televisión ¡Qué tiempo tan feliz! para presentar su último disco en España. y el 4 de noviembre de 2014, dieron un concierto en Madrid, en el Palacio de los Deportes junto con la estrella invitada Lea Salonga, para interpretar el repertorio de su séptimo disco A Musical Affair.
En 2014 realizaron la gira A Musical Affair World Tour iniciando la promoción en América del Norte y Canadá, y siguiendo en Reino Unido y Europa, y seguidamente la gira mundial iniciada en Japón en febrero de 2014 y viajaron por todo el mundo, culminándola el 1 de noviembre de 2014 en el The O2 Arena de Greenwich, Londres.
Como parte de su gira, el 19 de julio de 2014, Il Divo tuvo que colgar el cartel de lleno total en el emblemático Castillo de Edimburgo, evento en el que conmovieron a los espectadores tras interpretar el himno popular Amazing Grace.
El 24 de noviembre de 2014 es editado una edición especial del sexto álbum A musical affair. French versión de nuevo producido por Alberto Quintero con nuevos temas con cantantes franceses, interpretados parcial o totalmente en francés con temas como Belle a dúo con Florent Pagny y Le temps des cathédrales a dúo con Vincent Niclo, ambas del musical de Notre-Dame de Paris, Memory interpretado con Hélène Ségara, Can you feel the love tonight interpretado con Lisa Angell, Who wants to live forever? a dúo con Anggun del musical de We will rock you, Aimer del musical de Roméo et Juliette, de la haine à l'amour con Natasha St-Pier y L'envie d'aimer del musical Les dix commandements interpretado con Sonia Lacen.
Para promocionar el disco, grabaron un total de cinco videoclips de las canciones en francés, individualmente con los artistas invitados, a inicios del mes de septiembre del 2014, en los teatros parisinos Théâtre du Gymnase y Théâtre du Châtelet.
El 1 de diciembre de 2014, es publicado segundo álbum en directo del cuarteto, titulado Live in Japan, un conjunto de CD+DVD producido y mezclado por Alberto Quintero , que contiene un espectáculo del tour A Musical Affair filmado en el Pabellón Nippon Budokan de Tokio el 11 de marzo de 2014.
En la versión japonesa del álbum se incluyen las canciones Flowers will bloom y Furusato.
El 23 de marzo de 2015, se anuncia a Il Divo como los ganadores del Silver Clef Award que organiza la ONG inglesa de musicoterápia Nordoff Robbins, otorgándoles el codiciado Classical Award. La gala de entrega del premio se celebra el 3 de julio en el Grosvenor House, un hotel de cinco estrellas en Londres, ubicado sobre Park Lane, en Mayfair.
En el décimo aniversario de la publicación de su primer disco, se habían vendido más de 28 millones de discos en todo el mundo, consiguiendo más de 50 números uno por sus ventas y recibiendo 160 discos de Oro y Platino en más de 33 países diferentes.
En sus seis primeros álbumes de estudio publicados hasta 2014 (Il Divo (2004), Ancora (2005), Siempre (2006), The Promise (2008), Wicked Game (2011),  Musical Affair (2013) el cuarteto interpreta, tanto nuevas canciones compuestas para el grupo, como versiones de canciones legendarias en sus voces líricas y en ritmos de música culta, fusionadas con el género pop, la balada, la música sacra, la música folk o con temas de musicales, y tras una década de éxitos, innovan en la incorporación de nuevos géneros musicales, con el bolero, el tango y el mambo, cuales predominan en su séptimo álbum de estudio.

#### Amor & Pasión
A través de Syco Music, el 6 de noviembre de 2015 en Europa,  27 de noviembre en América y el 25 de octubre en Japón, es publicado el séptimo álbum de estudio titulado Amor & pasión, producido íntegramente por el colombiano Julio Reyes Copello y mezclado por Alberto Quintero. El álbum de estudio, abarca un siglo de tangos tradicionales, mambas y boleros clásicos, con sabores y ritmos sensuales de España, Cuba, Argentina y México, haciendo un guiño a los inicios del cuarteto, once años atrás, mientras que marca un nuevo capítulo en su carrera.
El álbum únicamente contiene canciones en español -primer disco íntegro en un mismo idioma- con las versiones de las canciones: Por una cabeza el tango compuesto por Carlos Gardel y Alfredo Le Pera en 1935 que aparece en las bandas sonoras de las películas La lista de Schindler, Esencia de mujer de Al Pacino o Sr. y Sra. Smith.
Abrázame de Juan Gabriel, Si voy a perderte (Don't wanna lose you) compuesta por Gloria Estefan en 1989, Quizás, quizás, quizás (Perhaps, perhap, perhaps) del compositor Osvaldo Farrés escrita en 1947, Bésame mucho de la compositora Consuelito Velázquez escrita en 1940, ¿Quien será? mambo compuesto en 1953 por Pablo Beltrán Ruiz y Luis Demetrio, Volver tango de Carlos Gardel compuesta en 1934, el bolero Historia de un amor de Carlos Eleta Almarán escrito en 1955, Eres tú» del compositor Juan Carlos Calderón compuesta en 1973, el bolero Contigo en la distancia de César Portillo de la Luz escrito en el año 1946, A las mujeres que yo amé (To all the girls I've loved before) de Hal David y Albert Hammond compuesta en 1983, y caracterizada con un toque latino la emblemática Himno de la alegría (Ode to joy) de Ludwig Van Beethoven compuesta en 1785.
«Una de las cosas bonitas que tiene la música latina, es que siempre tiene una historia que contar, si lo miras desde una parte casi actoral, aunque seas cantante, puedes hacer tantas cosas que le da mucha riqueza a tu interpretación. Un tema cualquiera de la música pop no tiene tanto fondo a como se escribían antes las canciones», afirma Carlos.
Con su publicación, el álbum Amor & pasión debuta en la primera semana en el número 1 de la lista Latin Albums Chart, con 5.000 copias vendidas en América en la primera semana, según la revista Billboard.
En España, debutaron en la primera semana del lanzamiento, en el décimo puesto de ventas de la lista española Top 100 Álbumes.
Anterior a su publicación, el jueves, 24 de septiembre de 2015, se anunciaba y se iniciaba la campaña de promoción previa a la publicación del álbum, a través de la web de IlDivo.com, de su discográfica Sony.com y de Amazon.com. Previamente, en el mes de julio, es iniciada la campaña fotográfica para su séptimo álbum y la grabación de un nuevo videoclip promocional en las calles de la ciudad de Tepoztlán, en México, bajo la producción de CTT Exp & Rentals.
Para la promoción del disco, un mes antes de su publicación, se emite por primera vez la canción Por una cabeza en las radios de todo el mundo, como en la BBC Radio 2 inglesa.
El 21 de octubre, Il Divo realiza la primera aparición pública para promocionar el sexto álbum, en el programa Despierta América de la cadena estadounidense Univision, desde Miami, interpretando su primer sencillo Si voy a perderte.
Seguidamente, continúan su promoción por tierras de Japón, apareciendo entre otros, en el programa 「あさイチ」 (mercado de la mañana, en español) de la cadena NHK el 31 de octubre interpretando la canción Bésame mucho. Iniciaron el mes de noviembre en Londres, en dónde el día 2 actuaron en la gala de premios Music Industry Trusts Award, en el que homenajeaban a Simon Cowell El 7 de noviembre llegaron a España, para interpretar en el programa ¡Qué tiempo tan feliz! el sencillo Abrázame. , y tras él, viajaron a México y Argentina. La gira mundial del disco, Amor & Pasión Tour dio comienzo el 29 de febrero de 2016 en la Ciudad de México, México, y terminó ocho meses después, el 19 de noviembre de 2016, en California.

#### Timeless
Il Divo estrena nueva etapa artística tras 15 años juntos, y para justificar el cambio, lanzan Timeless, un disco producido, mezclado y masterizado íntegramente por Alberto Quintero en el que debutan como productores ejecutivos. El disco incluye 10 piezas, en español, francés, italiano e inglés. Un disco completo con sus destacadas y armoniosas voces y grandes temas desde los años 30 hasta la actualidad.

#### For once in my life: A celebration of Motown
El repertorio del disco cuenta con las voces de Smokey Robinson, Boyz II Men y Marvin Gaye, nos comparten una nueva interpretación de “For Once In My Life”, el clásico del pop soul de Stevie Wonder y fue lanzado el 16 de julio de 2021. Este fue el último álbum que grabaron los cuatro miembros de Il Divo juntos antes de la repentina muerte por COVID 19 de Carlos Marín el 19 de diciembre de ese mismo año en Inglaterra, justo cuando el grupo regresaba a los escenarios tras la pandemia.

#### Nuevas giras y reemplazo de Carlos Marín
Tras la muerte de Carlos Marín, Il Divo tomó la decisión de seguir adelante con la carrera, desechando la primera opción de disolver el grupo. Sin embargo el interrogante era cómo continuar, puesto que Marín era el que generalmente encabezaba los estribillos y finales fuertes de las canciones y era el único barítono del grupo, y por tanto era imposible seguir como un trío de tres tenores, según explicó David Miller. Fue por eso que eligieron al barítono mexicano-americano Steve Labrie como miembro provisorio del grupo durante la gira en 2022 que ya no iba a ser para promocionar For Once In My Life, el último álbum, como se pensaba inicialmente, sino para homenajear a Marín con una compilación de los mejores hits de Il Divo. La elección de Labrie fue gracias a que David ya lo conocía años atrás cuando colaboraban en distintos proyectos operísticos independientes y lo contactó para hacerle el ofrecimiento de acompañar al grupo. El hecho de que el grupo decidiera continuar con un sustituto de Carlos Marín generó mucha controversia dentro de los fans de Il Divo, pero sobre todo provocó enfrentamientos con la familia del barítono difunto que acusó a David, Urs y Sebastien de haber abandonado a Carlos y no haberlo despedido posteriormente en los funerales, y que la elección de Labrie ya estaba consumada cuando el cantante español aún luchaba por su vida
La gira comenzó y terminó en EEUU, pasó por Japón y otros países de Asia, Medio Oriente, Europa y Sudamérica. Labrie interpretaba las partes que correspondían a Marín en el grupo, sin embargo gracias a la tecnología David, Urs y Sebastien cantaron "virtualmente" una vez más con el barítono español durante sus conciertos el Hallelujah para recordar a su compañero fallecido. 
Al año siguiente dieron comienzo a una nueva gira titulada A New Day Tour que nuevamente inició en EEUU, aunque después de marzo decidieron hacer una breve pausa para reanudarla en la segunda mitad del año. Finalmente el 17 de agosto de 2023 el grupo oficializó a Steven Labrie como miembro definitivo del cuarteto lírico y al mismo tiempo anunció que estaban grabando un nuevo álbum.

#### Estreno de Labrie y nuevo álbum por los 20 años de Il Divo
A modo de preámbulo, en diciembre de 2023 Il Divo lanzó el primer EP de su carrera con un mini compilado de canciones navideñas con el nombre de "A Merry Little Christmas with Il Divo". Las canciones seleccionadas fueron "It's beginning to look a lot for christmas", "I'll be home for christmas", "Have yourself a merry little christmas" y "It's the most wonderful time of the year". Eso significó el debut oficial de Steve Labrie como miembro oficial de Il Divo. 
A las pocas semanas, Il Divo anunció su décimo álbum titulado "XX: 20° anniversary album" cuyo lanzamiento fue el 9 de febrero de 2024. Previo al mismo lanzó sus primeros singles: "Crazy", original de Gnas Barkley, "No tengo nada", la versión en español de "I have nothing" de Whitney Houston, y finalmente su versión de "Perfect", una de las emblemáticas canciones de Ed Sheeran. El resto del álbum está compuesto por "Hoy tengo ganas de ti" de Manuel Gallardo, "Never Enough" de la película The Greatest Showman, una versión lenta del hit de Luis Fonsi y Daddy Yankee "Despacito", una versión en inglés y español de "The Power of Love" de Jennifer Rush (popularizada por Celine Dion), "Talking to the moon" de Bruno Mars, una versión ítalo-inglés de "Always on my mind" de Elvis Presley y un tema original después de 13 años: "Despertar sin ti". Este es el primer álbum producido íntegramente por Il Divo durante sus 20 años de carrera y con su propio sello: Il Divo Music.
Urs Buhler explica qué es lo novedoso de este último álbum que lo diferencia del resto: "Hemos intentado hacer un sonido claro de Il Divo con una gran orquesta y las grandes voces de los cuatro, pero haciendo el sonido un poco más 2024, con unos efectos un poco más modernos". Y al mismo tiempo comparte sus sensaciones: “Ya sea que lleves con nosotros 20 años, 10 años, cinco años, o pocas horas, nosotros queremos que la música te mueva (...) Este es un álbum que tiene el derecho de estar a lado de todo lo que hemos hecho. Después de todo este tiempo, no hemos perdido nada de nuestro amor, pasión, profundidad, fuerza, o poder. En cambio, hemos puesto mucha sangre, sudor y lágrimas en esto lo más posible – tal vez más”. 
La gira para promocionar el álbum inició por EEUU, pasó por Centroamérica y Sudamérica y terminó en Europa.

### Dataciones notables

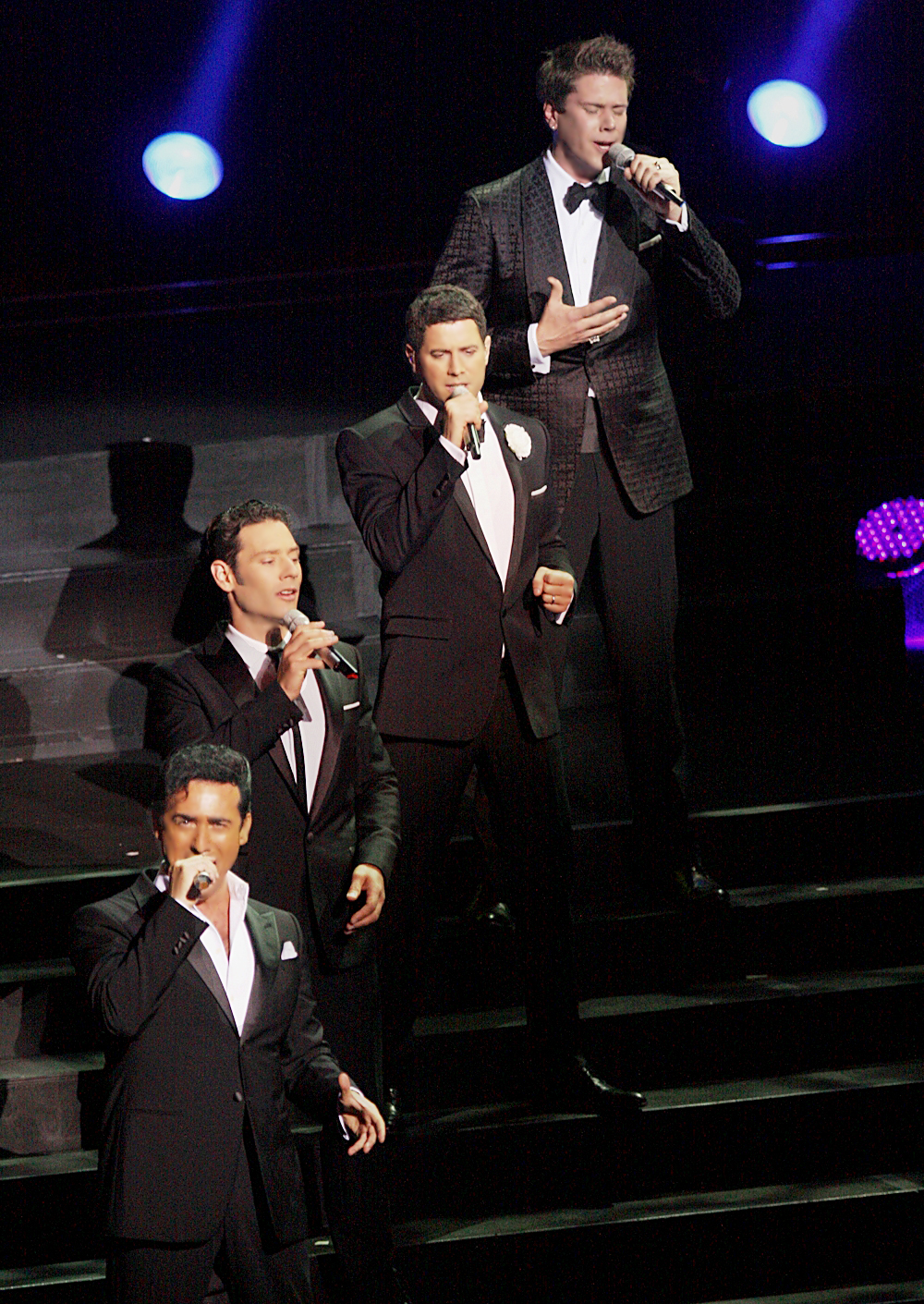
Il Divo & Orchestra in Concert Tour Mundial el 14 de febrero, Día de San Valentín, de 2012 en el Sídney Opera House de Sídney.

- Il Divo ofrece su primer concierto en el Gotham Hall de Nueva York, en el mes de diciembre de 2004, para presentarse ante la sociedad y promocionar su primer material de estudio[24] representando cinco canciones del disco en directo.
- El 9 de junio de 2006, Il Divo entona la canción oficial del Mundial de Fútbol de Alemania 2006 titulada The time of our lives junto con Toni Braxton, la banda sonora del Mundial. Interpretan en directo el tema durante el descanso del partido inaugural entre la selección de fútbol de Alemania y la selección de fútbol de Costa Rica, y de nuevo, un mes más tarde, en la ceremonia de clausura del 9 de julio[37] en la Final de la Copa Mundial de Fútbol de 2006 entre la selección de fútbol de Italia y la selección de fútbol de Francia.
- En 2006, Il Divo interviene como invitado especial en los 20 conciertos de Barbra Streisand, del 4 de octubre al 20 de noviembre de 2006, en su gira por América del Norte. Streisand: The Tour whit Il Divo generando 92.5 millones en ventas brutas. También la acompañaron en los conciertos por Europa.[38]
- El 20 de enero de 2009 actúan en La Purple inauguration ball en Washington D. C. para el presidente de los Estados Unidos Barack Obama.[112]
- El 13 de mayo de 2012 es interpretada por Il Divo la canción Caruso (Vídeo) con una puesta en escena de equitación al ritmo de la canción, durante el Jubileo de Diamante de Isabel II en Windsor para toda la Familia Real y la reina Isabel II del Reino Unido.[62]
- El 27 de julio de 2012, Il Divo actúa en el acto oficial de clausura del recorrido de la antorcha olímpica de 2012 en su llegada al Estadio Olímpico de Londres de los Juegos Olímpicos de Londres 2012.[63][64]

### Colaboraciones
En 2005, interpretaron un dueto en inglés-francés con la canadiense Céline Dion titulado I Believe in You (Je crois en toi).
En 2009, interpretan el tema Sortilegio de amor para banda sonora de la telenovela de Televisa titulada Sortilegio escrita por la cantautora brasileña Denisse de Kalafe, tema por el cual fueron nominados y posteriormente ganadores de los Premios TvyNovelas de México al Mejor Tema Musical por la canción «Sortilegio de amor».
En 2013 graban un dueto con el cantante inglés Engelbert Humperdick titulado Spanish eyes, producido por Alberto Quintero, incluido en el álbum Engelbert Calling lanzado el 30 de septiembre de 2014. La canción fue escrita por el compositor alemán Bert Kaempfert originalmente como Moon Over Naples, pero fue grabada en inglés para Engelbert en 1969.
En 2015, graban un dueto con el cantautor mexicano Juan Gabriel titulado Amor eterno una de las canciones emblema del cantautor. El material discográfico se incluye en su disco número 40 titulado Los Dúos, repleto de otros duetos, de Juan Gabriel. El disco en su edición Deluxe iba a estar acompañado de un disco con imágenes de Il Divo durante la grabación. Sin embargo, el dúo nunca salió a la luz a causa de la repentina muerte del artista en 2016.
En diciembre de 2015, la versión del Himno de la alegría (Ode to joy) interpretado por Il Divo es elegida para ser el tema principal de la banda sonora de la película japonesa de 2016 Everest.
En 2021 lanzan un sencillo inédito titulado You are my Destiny a dúo con Paul Anka, quien incluye la canción en su último disco Making Memories.
Al año siguiente, Il Divo es parte del disco de dúos de la banda Mocedades al unir voces para una nueva versión de Maitechu Mía y cuenta con la participación ya póstuma del fallecido Carlos Marín.
El 12 de febrero de 2025, como parte de una campaña benéfica de Billion Streams For Charity para combatir el cáncer en todo el mundo, se lanzó la canción Oh What A Dream We Had de la cual Il Divo fue parte y que reunió a cantantes de renombre internacional como Richard Marx, Lara Fabián, Billy Ray Cyrus, Noah y Breison Cyrus, entre otros

### Giras musicales
Las Giras de Il Divo destacan por ser giras bianuales e internacionales. En sus giras, Il Divo ha actuado en recintos de renombre mundial como en el antiguo Estadio de Wembley, el Hyde Park, el London Coliseum, el Castillo de Edimburgo, en Madison Square Garden, el Nippon Budokan, el teatro romano de Mérida o el anfiteatro romano de Pula. «Recuerdo un concierto con Bárbara Streisand en el Madison Square Garden de Nueva York. Estando en el camerino nos llama a la puerta Hillary Clinton para decirnos que quiere hacerse una foto con nosotros porque es muy fan del grupo. A continuación entró Bill Clinton y nos dijo que quería hacer una gira con nosotros tocando él el saxo» rememoraba Carlos en una entrevista para el El Español.
- 2004: Il Divo Tour
- 2005: Streisand, The Tour whit Il Divo
- 2005: Il Divo Tour, Ancora 
- 2006: Il Divo World Tour
- 2008: Il Divo Global Tour 
- 2008: An Evening with Il Divo - World Tour
- 2009: Celebrate Christmas with Il Divo
- 2011: Il Divo Tour, Wicked Game
- 2013: Il Divo & Orchestra in Concert - World Tour
- 2013: A Musical Affair en el Teatro Marquis de Broadway
- 2014: A Musical Affair World Tour
- 2016: Amor & Pasión Tour
- 2018: Timeless Tour  

## Miembros
| Cantante           | Tipo de voz | Período       | Nacionalidad   |
| ------------------ | ----------- | ------------- | -------------- |
| Carlos Marín       | Barítono    | 2003-2021     | España         |
| Urs Bühler         | Tenor       | 2003-presente | Suiza          |
| David Miller       | Tenor       | 2003-presente | Estados Unidos |
| Sébastien Izambard | Tenor       | 2003-presente | Francia        |
| Steven LaBrie      | Barítono    | 2023-presente | Estados Unidos |

El 19 de diciembre de 2021, Carlos Marín fallece a raíz del COVID-19. El 17 de agosto de 2023 se integra un nuevo integrante para completar el cuarteto.

## Características artísticas
Reconocido como exitoso comercialmente y críticamente aclamado, que ha desarrollado la exitosa combinación de virtuosismo y popularidad y que ha introducido una nueva cara a las canciones populares, al utilizar sus voces excepcionales, su apostura y su diversidad cultural para llevar su marca registrada de fusión musical al público de todo el mundo. Il Divo, se detalla en género masculino y en número singular, a pesar de ser cuatro cantantes; el nombre se refiere al encajando de las voces entre sí, cuando «convierten la música en algo mágico», cuando los «cuatro se convierten en uno», en una misma voz.

### Música

#### Género musical
Urs Bühler, Sébastien Izambard, Carlos Marín y David Miller fueron los precursores de un género musical totalmente nuevo, el cuarteto destaca entre otros, por su mezcla y fusión musical, el denominado crossover, pero el brotar de Il Divo creó una revolución dentro del puro género de la ópera debido a su combinación musical de ópera (canto lírico y música culta), con temas de distintos géneros, como la música latina, el pop, el folclore, la mamba, la música sacra, el bolero o el tango, con sus cuidadas voces líricas interpretando canciones emblemáticas. Lo que no es un sinónimo de ópera, ni tampoco de pop. Se habla de un término intermedio, pero no de una fusión entre ambos, ya que tales géneros que no se pueden fusionar, por eso se habla de una nueva invención de estilo musical, de la mano del propio cuarteto, denominado pop operístico o pópera, clasificado en el género de crossover clásico.
«El ser tan diferentes, tener una sensibilidad musical distinta y lograr mezclar todas esas influencias en un solo producto es la magia de Il Divo», «haber abierto las puertas y ser inspiración para otros es un honor, pero nos enfocamos en hacer lo que amamos, reinventarnos, enfrentar retos musicales y darles a la audiencia producciones de calidad» afirma el grupo, y Carlos que «Somos como hermanos, un cóctel molotov que gustamos por cantar canciones pop con estilo operístico».

#### Capacidad vocal
El concepto de Il Divo está diseñado para ser un cuarteto con diferentes partes en los coros y en los solos, pero con iguales papeles en las voces principales.

Teclado de piano indicando la tesitura de tenor.

Teclado de piano indicando la tesitura de barítono.

El matiz vocal y la tesitura de voz de cada componente de Il Divo es diferente y queda subordinada a las trayectorias independientes en el mundo de la ópera, al entrenamiento musical clásico, a la voz formada y a la fisiología de cada uno. Los tenores en general cambian muchas veces, con los años, de tipo vocal, por la evolución física de sus cuerpos.
David y Urs que son tenores, junto con el barítono Carlos, tienen largas trayectorias en el mundo de la ópera y parten de un entrenamiento musical y vocal clásico, en contraste con Sébastien, que no parte de ningún entrenamiento musical, fue autodidacta, y posee un timbre de voz de tenor a pesar de tener un matiz de melodía popular.
Estas son las clasificaciones de las habilidades vocales:
- Urs, tenor lírico. El registro de su voz se ubica entre la del contratenor y la del barítono, su amplitud vocal suele ir desde el do3 hasta el la4, en canto coral, y hasta el do5 y alcanza extremos bajos como el si2. Urs destaca por su voz clara, aguda y ágil.
- Sébastien, melodía popular con tesitura de tenor. Desarrolla una voz de gama media (melodía popular o voix populi) a una alta voz, y por lo tanto canta la melodía de tenor la mayoría de veces. Por ello, es el que adapta el margen del género pop a Il Divo.[141] La tesitura de su voz va desde un si2 hasta un sol4, que es el sol de la segunda línea del pentagrama en clave de sol. Sébastien se distingue por su timbre claro y brillante, por la resonancia pectoral y por la firmeza en la proyección de la voz.
- Carlos, barítono. El registro de su voz se ubica entre la del bajo y la del tenor con oscuros agudos y graves ligeros. Carlos destaca por su claridad y flexibilidad en su voz.[145]
- David, tenor lírico ligero. El registro de su voz se ubica entre la del contratenor y la del barítono, su extensión vocal va desde el do3 hasta el la4, en canto coral, y hasta el do5 en "do" de pecho, en solos y alcanza el fa5. David destaca por el buen dominio del registro medio y la belleza en el agudo.
- Steve, barítono. El registro de voz se ubica entre barítono  bajo y la del tenor con oscuros agudos.

#### Instrumentos
El instrumento principal y clave reside en sus voces, a pesar de que Sébastien en contadas ocasiones ha tocado la guitarra española en algún directo. Cada miembro del grupo independientemente sabe tocar instrumentos, como el piano, la guitarra, el bajo o la batería, pero durante sus conciertos van acompañados por una orquesta, y no suelen usar su talento en el escenario. Sin embargo, en los conciertos de su gira "Amor y Pasión", empezaron a tocar el piano, la guitarra y el bandoneón. También bailan tangos, mambas y otros bailes latinos en el escenario, con otros bailarines.

#### Compositores
La mayoría de los éxitos de la banda son compuestas por compositores y arreglistas con experiencia notable, sobre todo con los suecos Andreas Romdhane y Josef Larossi de Quiz & Larossi, Per Magnusson, David Kreuger o Jorgen Elofsson, el colombiano Julio Reyes Copello, el español Alberto Quintero o el británico Steve Mac.

### Estilismo
Il Divo, además de su música, también es conocido por su imagen impecable, refinada y elegante, con algún toque innovador y flamante, vistiendo trajes del sello italiano Giorgio Armani S.P.A.; Giorgio Armani, Emporio Armani y la línea de más alta gama y cara del diseñador Armani Collezioni, así como trajes y complementos del sastre inglés William Hunt, del sastre estadounidense Tom Ford, y de las firmas italianas Dolce & Gabbana, Gucci y Versace.
Giorgio Armani afirma que «Il Divo tiene una poderosa y fascinante presencia, en estos años han sido una gran inspiración para mí. Recuerdo la primera vez que los vi actuar en directo: me quedé impresionado por su elegancia y su fascinante manera de comunicar emociones a través de su música» «El estilo de Il Divo es así, elegante, pues describe nuestra música. Es una vestimenta al mejor estilo del Rat Pack que estaba integrado por Frank Sinatra, Dean Marín y Sammy Davis Jr» afirma Carlos Marín.

### Multilingüe
El cuarteto interpreta sus canciones a nivel internacional en varios idiomas: español (Regresa a mí, Hasta mi final, Bésame mucho), inglés (Feelings, She, Rejoice), portugués (Volta pra mim versión portuguesa de Regresa a mí), italiano (Senza Parole, Passerà, Notte di luce), francés Pour que tu m'aimes encore, Le temps des cathèdrale), latín (Ave María), japonés (Furusato y Hana wa Saku) y en ediciones especiales en checo, en polaco y en ruso. Por ello, destacan por ser el único grupo que tiene público, oyentes y seguidores de todas las edades, etnias y sexos, sobre todo, entre las féminas.
El cuarteto es considerado como «algo único», que «gusta a todo el mundo» por su variedad de canciones melódicas, románticas y emblemáticas.
La mayoría de las canciones que interpretan es en la lengua española, ya que ellos mismos afirman que «el español es el idioma del romanticismo».

## Otras actividades

### Filantropía
Desde sus inicios, Il Divo está involucrado en diferentes causas altruistas.
El 25 de abril de 2007, fue realizado en el programa American Idol un espectáculo que recaudó fondos para los niños necesitados de los Estados Unidos y África.
Il Divo es colaborador con Charity Projects Entertainment Fund (CPEF) y mantiene una afinidad con la ONG América's Second Harvest.
En 2009, hacen una participación especial en la telenovela mexicana de Televisa, Sortilegio que es protagonizada por William Levy y Jacqueline Bracamontes.
Para la organización Save the Children, en 2011, fue grabado el villancico We wish you a Merry Christmas para recaudar fondos.
En julio de 2013, Il Divo graba una canción benéfica en la cadena NHK para el Fondo de Socorro del Gran Terremoto de Japón Oriental, titulada Hana wa Saku (Las flores florecerán), que fue lanzada digitalmente en Japón a principios de octubre de ese año, seguida por el lanzamiento digital en todo el mundo incluyendo iTunes. La canción de caridad Hana wa Saku nació con el propósito de apoyar la recuperación de las zonas afectadas y a las víctimas del gran terremoto de Japón Oriental en 2011, y ha sido utilizada como el tema principal de El Proyecto de Socorro del Gran Terremoto de Japón Oriental de NHK. Su letra está escrita por el famoso director de cine Shunji Iwai y compuesta/arreglada por la aclamada compositora y pianista japonesa, Yōko Kanno. Ambos compositores son de Sendai, prefectura de Miyagi, que es una de las zonas afectadas por el desastre.
Il Divo se relaciona indirectamente en función de patrocinio y ayuda con la ONG francesa AMTM Assistance Médicale Toit du Monde desde 2005, de la que Sébastien Izambard es patrocinador oficial internacional, y con la Fundación de Niños Sanfilippo en la que Izambard es embajador mundial desde 2014.
Con la ONG Nordoff Robbins, fundada por Paul Nordoff y Clive Robbins, una organización que llega a las personas en diferentes contextos través del poder de la música para transformar sus vidas, los miembros David Miller y Urs Bühler realizaron un viaje de 2800 millas, más de 4500 km, en motocicleta, desde Miami hasta Los Ángeles, del 20 al 30 de septiembre de 2015, para recaudar fondos para la organización de musicoterapia.
Il Divo participa en la labor social de Teletón México 2015, en la ayuda de recursos para los Centros de Rehabilitación Infantil del país, visitando los Centros y actuando para la recogida de fondos.

## Discografía
| Álbumes de estudio 2004 - Il Divo 2005 - Ancora 2006 - Siempre 2008 - The promise 2011 - Wicked game 2013 - A musical affair 2015 - Amor & pasión 2018 - Timeless 2021 - For once in my life: A celebration of Motown Álbumes recopilatorios 2012 - The greatest hits Álbumes en vivo 2009 - An Evening with Il Divo: Live in Barcelona 2014 - Live in Japan Álbumes de temporada 2005 - The classic Christmas album | Ediciones especiales 2005 - Il Divo. Gift pack 2006 - Il Divo collezione 2006 - Christmas collection. The yule log 2008 - The promise. Luxury edition 2011 - Wicked game. Gift edition 2011 - Wicked game. Limited edition deluxe box set 2012 - he greatest hits. Gift edition 2012 - The greatest hits. Deluxe limited edition 2014 - A musical affair. Track by track (Digital) 2014 - A musical affair. Exclusive 2014 - A musical affair. French versión 2014 - Live in Japan. Japan versión EP 2004 - Regresa a mí 2004 - I Believe in You (Je crois en toi) |

## Videografía
| Conciertos / Documentales 2004 - Live At Gotham Hall 2005 - Encore 2005 - Mama 2006 - The Yule Log: The Christmas collection 2006 - Live At the Greek Theater 2008 - At the Coliseum 2009 - Live in Barcelona: An evening with Il Divo 2011 - Live in London 2014 - Live in Japan | Videos musicales oficiales 2004 - Regresa a mí 2005 - Mama 2006 - The time of our lives — Il Divo & Toni Braxton 2014 - Le temps des cathédrales — Il Divo & Vincent Niclo 2014 - Who wants to live forever? — Il Divo & Anggun 2014 - Aimer — Il Divo & Natasha St-Pier 2014 - Can you feel the love tonight — Il Divo & Lisa Angell 2014 - Memory — Il Divo & Hélène Ségara 2015 - Amor & pasión (Tráiler) |

## Galardones

### Marcas y certificaciones
La siguiente sección no constan todos los récords de 'IL Divo'.
Libro Guinness de los Récords
- Récord Guiness al proyecto internacional de pop de mayor éxito comercial de la historia en 2006.

Certificación de ventas discográficas
- Disco de Oro en mayo de 2005 por el álbum Il Divo certificado por la Federación Internacional de la Industria Fonográfica.
- Disco de Platino en julio de 2005 por el álbum Il Divo certificado por la Federación Internacional de la Industria Fonográfica.
- Disco de Oro en noviembre de 2005 por el álbum The Christmas Collection certificado por la Federación Internacional de la Industria Fonográfica.
- Disco de Oro en marzo de 2006 por el álbum Ancora certificado por la Federación Internacional de la Industria Fonográfica.
- Disco de Oro en diciembre de 2006 por el álbum Siempre certificado por la Federación Internacional de la Industria Fonográfica.
- Disco de Platino en enero de 2007 por el álbum The Christmas Collection certificado por la Federación Internacional de la Industria Fonográfica.
- Disco de Platino en enero de 2007 por el álbum Siempre certificado por la Federación Internacional de la Industria Fonográfica.
- Disco de Oro en enero de 2009 por el álbum The Promise certificado por la Federación Internacional de la Industria Fonográfica.

### Premios, honores y reconocimientos
La siguiente lista no constan todos los premios, nominaciones, honores o reconocimientos de 'IL Divo'.
Billboard Music Award
- Premio Billboard Breakthrough en 2009, por la gira An Evening With Il Divo, la más taquillera del año

Classic Brit Awards
- Premio Artist of the Decade en 2011.

Premios Echo
- Nominación al Mejor Artista Nuevo Internacional en 2006.

Premios Juno
- Nominación al Mejor Álbum Internacional del Año en 2006 por el álbum Ancora
- Nominación al Mejor Álbum Internacional del Año en 2007 por el álbum Siempre.

Platinum Europe Awards
- Nominación al IFPI Platinum Europe Awards en 2004, por el álbum Il Divo.
- Nominación al IFPI Platinum Europe Awards en 2005, por el álbum Ancora.

Silver Clef Award
- Premio Classical Award en 2015.

World Music Awards
- Nominación al Mejor Grupo de Pop del Mundo en 2007.
- Nominación al Mejor grupo en Superventas (World's best-selling new group) en 2007.
- Nominación al Mejor Directo del Mundo en 2012 por la gira Il Divo & Orchestra in Concert 
- Nominación al Mejor Grupo del Mundo en 2014.
- Nominación al Mejor Álbum del Mundo en 2014 por el álbum A Musical Affair.
- Nominación al Mejor Directo del Mundo en 2014 por  A Musical Affair Tour